# Aleksanteri Saarvala
Aleksanteri Saarvala (9 avril 1913 – 7 octobre 1989) était un gymnaste finlandais. Il fut champion olympique à la barre fixe ainsi que médaillé de bronze par équipe aux Jeux olympiques de 1936.

## Palmarès

### Jeux olympiques
- Berlin 1936
  -  médaille d'or à la barre fixe
  -  médaille de bronze au concours par équipes

- Londres 1948
  -  médaille d'or au concours par équipes